# Марян (община Корча)
 Тази статия е за селото в община Корча.  За другото корчанско село вижте Марян (община Малик).  
Марян (на албански: Marjan или Marjani) е село в Албания, част от община Корча, област Корча.

## География
Селото е разположено югозападно от град Корча.

## История
В 15 век в Марияни са отбелязани поименно 72 глави на домакинства.